# 알베르토 치리오

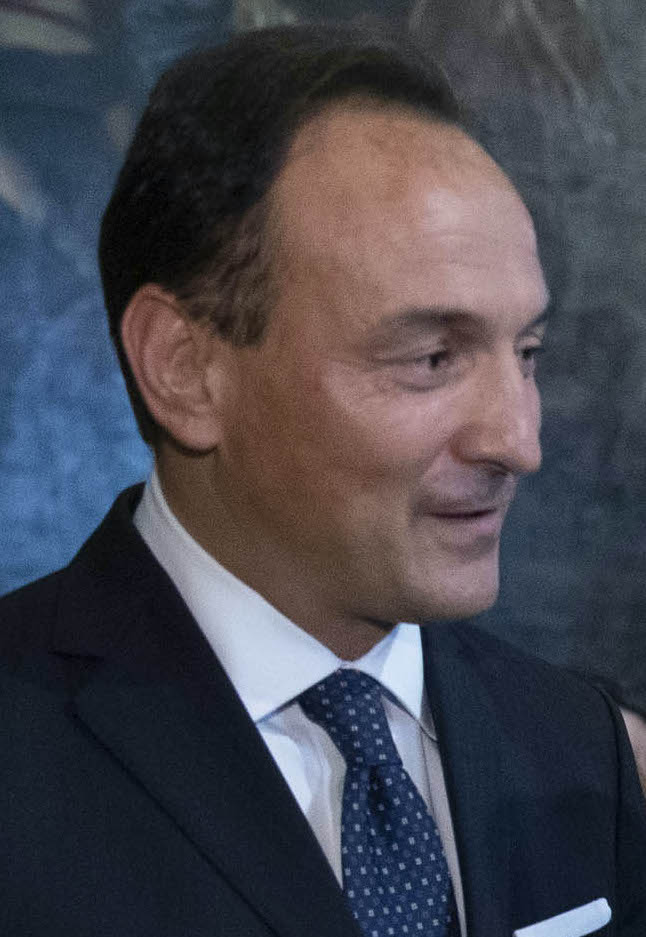
2019년의 시리오

알베르토 치리오(이탈리아어: Alberto Cirio, 1972년 12월 6일 ~ )는 이탈리아의 정치인이다. 현재 포르차 이탈리아의 당원이다.

## 내력
2014년부터 2019년까지 유럽 의회 (MEP) 의원으로 활동했다.
2019년 5월 26일, 치리오는 포르차 이탈리아, 북부동맹, 이탈리아의 형제, 중도연합의 지원을 받아 피에몬테 주지사로 선출되었다.
2020년 3월 8일, 코로나바이러스감염증-19에 감염된 것으로 확인되었다.